# Gmina Łyszkowice
Die Gmina Łyszkowice ist eine Landgemeinde im Powiat Łowicki der Woiwodschaft Łódź in Polen. Sie hat etwa 6630 Einwohner und ihr Sitz ist das Dorf Łyszkowice mit 1350 Einwohnern.

## Geographie

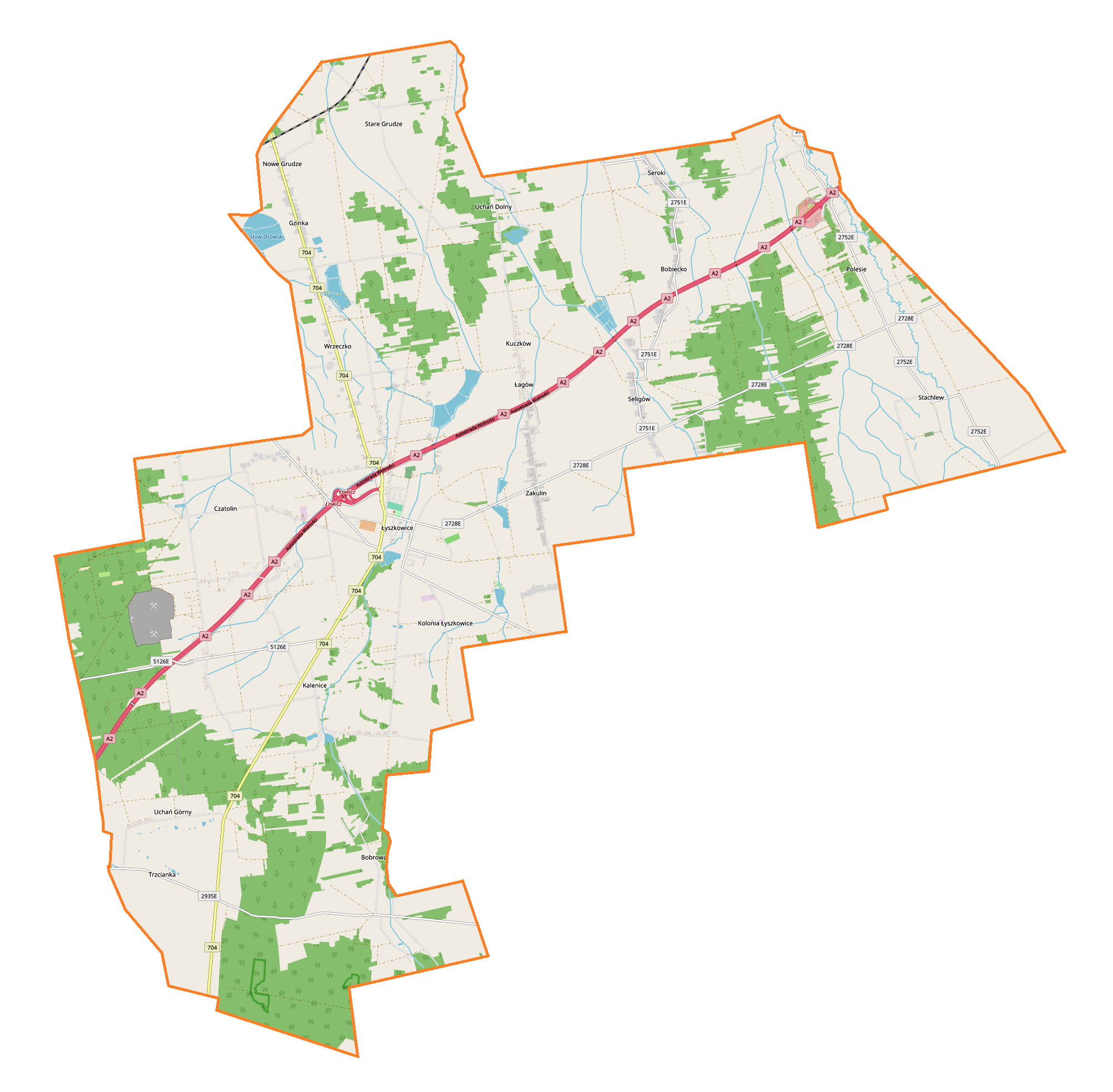
Karte der Gemeinde

Die Gemeinde liegt im Nordosten der Woiwodschaft und grenzt im Norden und Osten an die Woiwodschaft Masowien. Die Kreisstadt Łowicz (deutsch Lowitsch) liegt drei Kilometer südwestlich, Łódź (Lodz) etwa 45 Kilometer südwestlich und Warschau 80 Kilometer östlich. Nachbargemeinden sind im Powiat Łowicki Domaniewice im Nordwesten, Łowicz im Norden und Nieborów im Nordosten, im Powiat Skierniewicki Skierniewice und Maków im Südwesten sowie Lipce Reymontowskie im Süden, im Powiat Brzeziński im Südwesten sowie im Powiat Zgierski Głowno im Westen. Die Gemeinde hat eine Fläche von 107,3 km², von der 78 Prozent land- und 16 Prozent forstwirtschaftlich genutzt werden. Ihr Gebiet ist mit 62 Einwohnern/km² dünn besiedelt. Die Orte sind Straßendörfer. Das Gebiet gehört zur großpolnischen Tiefebene und ist reich an kleineren Wasserläufen, die zur Bzura entwässern. Zudem gibt es zahlreiche Fischteiche. Bei Czatolin baut Eurovia Sand und Kies ab.

## Geschichte

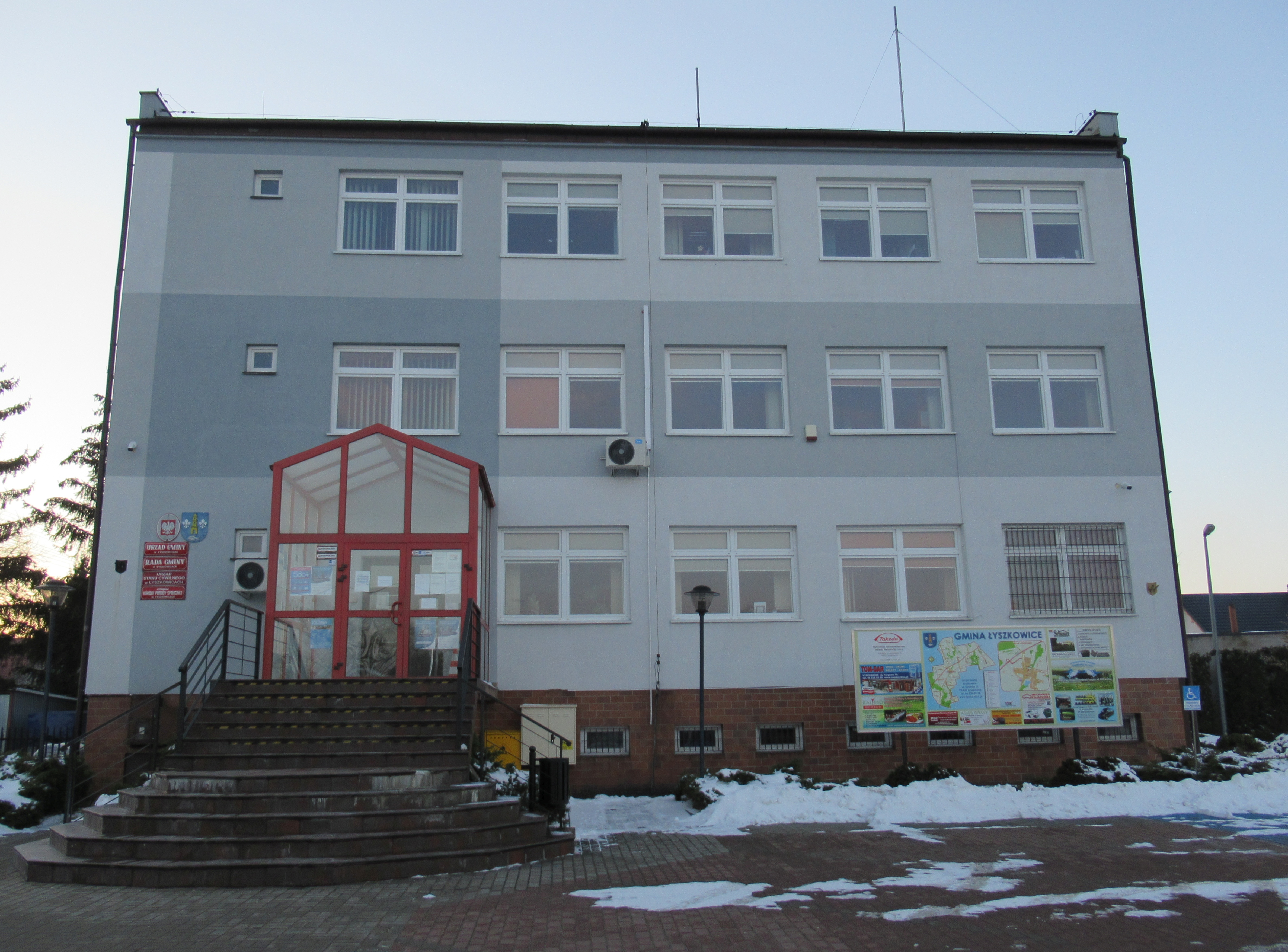
Gemeindeverwaltung, 2021

Während der deutschen Besetzung Polens im Zweiten Weltkrieg kam das Gemeindegebiet zur Kreishauptmannschaft Lowitsch im Generalgouvernement.
Die Landgemeinde wurde 1954 in Gromadas zerschlagen. Zum 1. Januar 1973 wurde im Powiat Łowicki alten Zuschnitts in der ehemaligen Woiwodschaft Łódź die Landgemeinde Łyszkowice aus Gromadas wieder gebildet. Von 1975 bis 1998 gehörte die Gemeinde zur Woiwodschaft Skierniewice. Der Powiat war in dieser Zeit aufgelöst. Die Landgemeinde kam 1999 an den Powiat Łowicki der Woiwodschaft Łódź im gegenwärtigen Gebietszuschnitt. Der parteilose Waldemar Paweł Krajewski wurde bei den Kommunalwahlen im April 2024 zum Wójt gewählt. Im zweiten Wahlgang erhielt er 68,27 Prozent der Stimmen.

## Gliederung
Zur Landgemeinde (gmina wiejska) Łyszkowice gehören die 20 folgenden Dörfer mit 21 Schulzenämtern (sołectwa):
Bobiecko
Bobrowa
Czatolin
Gzinka
Kalenice
Kolonia Łyszkowice I
Kolonia Łyszkowice II
Kuczków
Łagów
Łyszkowice
Nowe Grudze
Polesie
Seligów
Seroki
Stachlew
Stare Grudze
Trzcianka
Uchań Dolny
Uchań Górny
Wrzeczko
Zakulin
Zum Dorf Kalenice gehört der Wohnplatz Kresy mit der amtlichen Ortskennung (SIMC) 0730796.

## Verkehr
Die Autobahn A2 führt von Frankfurt (Oder) über Posen und Łyszkowice nach Warschau. Auf Gemeindegebiet liegt die Abfahrt Łowicz. Die Woiwodschaftsstraße DW704 führt von Jamno und der Landesstraße DK14 über Łyszkowice nach Brzeziny.
An der Bahnstrecke Bednary–Łódź Kaliska liegt bei Stare Grudze der Haltepunkt Grudze. Die nächsten Fernbahnhöfe sind Łowicz und Bednary an der Strecke Posen–Warschau.
Der nächste internationale Flughafen ist Łódź.